# Polimero

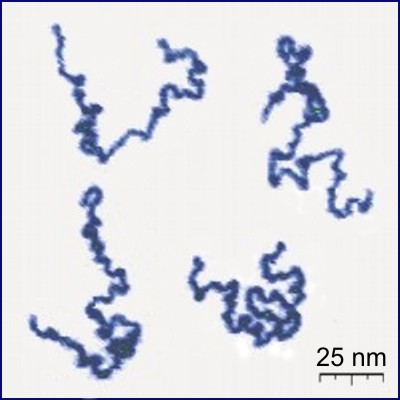
Singole catene polimeriche visualizzate al microscopio a forza atomica

Un polimero (dal greco polymerḗs, comp. di polýs- e -méros, letteralmente "che ha molte parti") è una macromolecola, ovvero una molecola dall'elevato peso molecolare, costituita da un gran numero di gruppi molecolari (o unità strutturali) uguali o diversi (nei copolimeri), uniti "a catena" mediante la ripetizione dello stesso tipo di legame (covalente).
Secondo la definizione internazionale IUPAC, l'unità strutturale viene denominata "unità ripetentesi costituzionale" (CRU, Constitutional Repeating Unit). I termini "unità ripetitiva" e "monomero" non sono sinonimi: infatti un'unità ripetitiva è una parte di una molecola o macromolecola, mentre un monomero è una molecola composta da un'unica unità ripetitiva. Nel seguito, quando si parla di "monomeri" si intendono dunque i reagenti da cui si forma il polimero attraverso la reazione di polimerizzazione, mentre con il termine "unità ripetitive" si intendono i gruppi molecolari che assieme ai gruppi terminali costituiscono il polimero (che è il prodotto della reazione di polimerizzazione).
Per definire un polimero bisogna conoscere:
- la natura dell'unità ripetente;
- la natura dei gruppi terminali;
- la presenza di ramificazioni e/o reticolazioni;
- gli eventuali difetti nella sequenza strutturale che possono alterare le caratteristiche meccaniche del polimero.

Benché a rigore anche le macromolecole tipiche dei sistemi viventi (proteine, acidi nucleici, polisaccaridi) siano polimeri (i cosiddetti "polimeri naturali"), nel campo dell'industria chimica col termine "polimeri" si intendono comunemente le macromolecole di origine sintetica: materie plastiche, gomme sintetiche e fibre tessili (ad esempio il nylon), ma anche polimeri sintetici biocompatibili largamente usati nelle industrie farmaceutiche, cosmetiche e alimentari, tra cui i polietilenglicoli (PEG), i poliacrilati e i poliamminoacidi sintetici.
I polimeri inorganici più importanti sono a base di silicio (silice colloidale, siliconi, polisilani).

## Storia
Il termine "polimero" deriva dal greco antico πολύς?, polýs ("molto") e μέρος, méros ("parte")) e fu coniato da Jöns Jacob Berzelius, con un'accezione differente da quella attuale utilizzata dalla IUPAC. Tale termine può indicare sia i polimeri naturali (tra i quali il caucciù, la cellulosa e il DNA) sia i polimeri sintetizzati in laboratorio (in genere utilizzati per la produzione di materie plastiche). La storia dei polimeri ha quindi inizio molto prima dell'avvento delle materie plastiche, sebbene la commercializzazione delle materie plastiche abbia aumentato notevolmente l'interesse della comunità scientifica verso la scienza e la tecnologia dei polimeri. I primi studi sui polimeri sintetici si devono a Henri Braconnot nel 1811, il quale ottenne dei composti derivati dalla cellulosa.
Nel 1909 il chimico belga Leo Hendrik Baekeland realizza la prima materia plastica interamente sintetica, appartenente al gruppo delle resine fenoliche, chiamandola bachelite, la prima plastica termoindurente. Nel 1912 lo svizzero Jacques Brandenberger produce il cellofan, derivato dalla cellulosa e nello stesso periodo sono introdotti i polimeri sintetici come il rayon, anch'esso un derivato della cellulosa. Fu il chimico tedesco Hermann Staudinger nel 1920 a proporre l'attuale concetto di polimeri come strutture macromolecolari unite da legami covalenti. Sempre negli anni venti Wallace Carothers si dedicò allo studio delle reazioni di polimerizzazione.
Nel 1950 la Du Pont brevetta il teflon (PTFE), frutto di ricerche sui composti di fluoro e, in particolare, dei fluorocarburi. Nel corso degli anni sono stati svolti molti studi sul comportamento reologico dei polimeri e sulla loro caratterizzazione, nonché sulle metodiche di polimerizzazione. In particolare nel 1963 Karl Ziegler e Giulio Natta ottengono il premio Nobel per la chimica come riconoscimento dei loro studi sui polimeri (in particolare per la scoperta dei cosiddetti "catalizzatori di Ziegler-Natta"). Nel 1974 il premio Nobel per la chimica fu consegnato a Paul Flory, che concentrò i propri studi sulla cinetica delle polimerizzazioni a stadi e polimerizzazioni a catena, sul trasferimento di catena, sugli effetti di volume escluso e sulla teoria di Flory–Huggins delle soluzioni. Nel 2022 il machine learning mediante un algoritmo basato su grafi è riuscito a prevedere dieci proprietà fondamentali dei polimeri, includendo nell'analisi la periodicità di decine o migliaia di atomi le cui catene si ripetono nella molecola di struttura.

## Classificazione dei polimeri
I polimeri possono essere classificati in vari modi:
- I polimeri prodotti da monomeri tutti uguali sono detti omopolimeri,[13] mentre quelli prodotti da monomeri rappresentati da due o più specie chimiche differenti sono detti copolimeri.[14]
- A seconda della loro struttura, possono essere classificati in polimeri lineari, ramificati o reticolati.[15]
- In relazione alle loro proprietà dal punto di vista della deformazione, si differenziano in termoplastici, termoindurenti, fibre ed elastomeri.
- Esistono polimeri naturali organici (ad esempio cellulosa e caucciù), polimeri artificiali, ossia ottenuti dalla modifica di polimeri naturali (come l'acetato di cellulosa) e polimeri sintetici, ossia polimerizzati artificialmente (ad esempio PVC e PET).
- A seconda del tipo di processo di polimerizzazione da cui sono prodotti si distinguono in "polimeri di addizione" e "polimeri di condensazione".
- In relazione all'omogeneità del peso molecolare si possono distinguere i polimeri omogenei da quelli eterogenei o polidispersi, con questi ultimi caratterizzati da alta variabilità del peso molecolare medio.

### Classificazione dal diagramma sforzo-deformazione

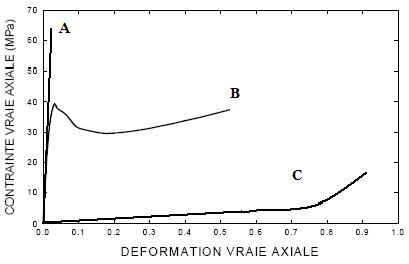
Diagramma sforzo-deformazione per i polimeri
A) fibre
B) termoplastici
C) elastomeri.

Ogni materiale, in seguito a uno sforzo risponde con una deformazione, a cui è associata un maggiore o minore allungamento percentuale. Nel caso dei polimeri si distingue tra:
- Fibre
- Polimeri termoindurenti
- Polimeri termoplastici
- Elastomeri.

In linea di massima, i polimeri con maggiore cristallinità (fibre) sono più fragili, mentre i polimeri amorfi (elastomeri) sono più duttili e più plastici.
A partire dal diagramma sforzo-deformazione è possibile ricavare i seguenti parametri:
- Modulo di elasticità: aumenta all'aumentare della cristallinità del polimero
- Allungamento percentuale alla rottura: diminuisce all'aumentare della cristallinità del polimero
- Tensione di rottura: aumenta all'aumentare della cristallinità del polimero
- Tensione di snervamento: aumenta all'aumentare della cristallinità del polimero.

### Classificazione dei polimeri per struttura
La struttura dei polimeri viene definita a vari livelli, tutti tra loro interdipendenti e decisivi nel concorrere a formare le proprietà reologiche del polimero, dalle quali dipendono le applicazioni e gli usi industriali. L'architettura delle catene è un fattore che influenza, ad esempio, il comportamento del polimero al variare della temperatura e la sua densità. Si può distinguere infatti tra catene lineari (alta densità), ramificate (bassa densità) e reticolate.
I polimeri lineari sono quelli nei quali le unità ripetitive di una singola catena sono unite da un estremo all'altro. Tra queste catene si possono instaurare numerosi legami di Van del Waals e a idrogeno. I polimeri ramificati hanno catene da cui si dipartono ramificazioni laterali, che riducono le capacità di compattazione delle catene. Materiali come il polietilene possono essere lineari o ramificati.

#### Classificazione in base alla struttura chimica
Esclusi i gruppi funzionali direttamente coinvolti nella reazione di polimerizzazione, gli eventuali altri gruppi funzionali presenti nel monomero conservano la loro reattività chimica anche nel polimero. Nel caso dei polimeri biologici (le proteine) le proprietà chimiche dei gruppi disposti lungo la catena polimerica (con le loro affinità, attrazioni e repulsioni) diventano essenziali per modellare la struttura tridimensionale del polimero stesso, struttura da cui dipende l'attività biologica della proteina stessa.

#### Classificazione in base alla struttura stereochimica
L'assenza o la presenza di una regolarità nella posizione dei gruppi laterali di un polimero rispetto alla catena principale ha un notevole effetto sulle proprietà reologiche del polimero e di conseguenza sulle sue possibili applicazioni industriali. Un polimero i cui gruppi laterali sono distribuiti senza un ordine preciso ha meno probabilità di formare regioni cristalline rispetto a uno stereochimicamente ordinato.
Un polimero i cui gruppi laterali sono tutti sul medesimo lato della catena principale viene detto isotattico, uno i cui gruppi sono alternati regolarmente sui due lati della catena principale viene detto sindiotattico e uno i cui gruppi laterali sono posizionati a caso atattico.
La scoperta di un catalizzatore capace di guidare la polimerizzazione del propilene in modo da dare un polimero isotattico ha valso il premio Nobel a Giulio Natta. L'importanza industriale è notevole, il polipropilene isotattico è una plastica rigida, il polipropilene atattico una gomma pressoché priva di applicazioni pratiche.
I polimeri isotattici, infatti, differiscono notevolmente da quelli anisotattici allo stato solido sia nel comportamento alla luce polarizzata sia in altre proprietà come la temperatura di fusione, la solubilità e la densità.
Due nuove classi di polimeri sono i polimeri comb e i dendrimeri.

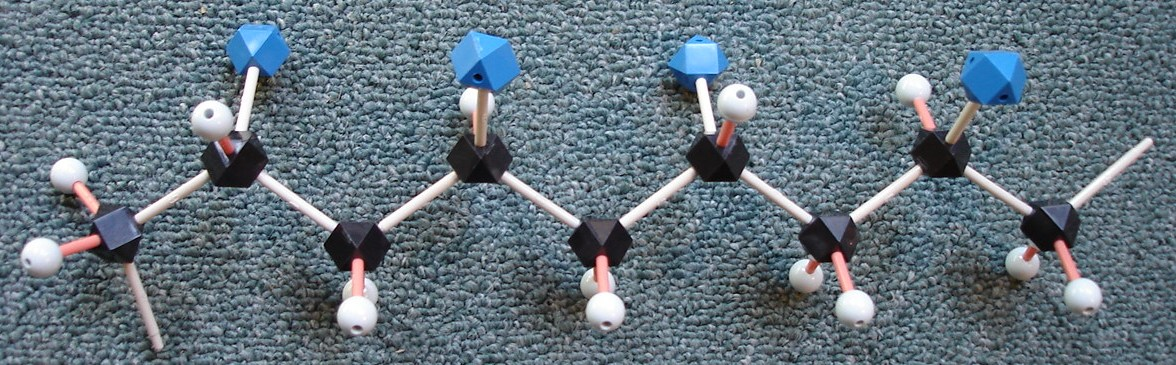
Modello di un polimero sindiotattico

### Classificazione in base al peso molecolare
I polimeri (al contrario delle molecole aventi peso molecolare non elevato o delle proteine) non hanno peso molecolare definito, ma variabile in rapporto alla lunghezza della catena polimerica che li costituisce. Lotti di polimeri sono caratterizzati da un parametro tipico di queste sostanze macromolecolari ovvero dall'indice di polidispersione (PI), che tiene conto della distribuzione di pesi molecolari (DPM) riferibile a una sintesi. Il peso molecolare sarà quindi espresso tramite un valore medio, che può essere definito in diversi modi: come media numerica su intervalli dimensionali o come media pesata su intervalli di peso.
Si fa inoltre uso del grado di polimerizzazione, che indica il numero di unità ripetitive costituenti il polimero, e che può essere:
- basso: sotto 100 unità ripetitive;
- medio: tra 100 e 1 000 unità ripetitive;
- alto: oltre 1 000 unità ripetitive.

Dal grado di polimerizzazione dipendono le proprietà fisiche e reologiche del polimero, nonché le possibili applicazioni.
Nel caso in cui il grado di polimerizzazione sia molto basso si parla più propriamente di oligomero (dal greco "oligos-", "pochi").

### Polimeri amorfi e semi-cristallini

Conformazione di un polimero amorfo (a sinistra) e semi-cristallino (a destra)

I polimeri amorfi sono generalmente resine o gomme. Essi sono fragili al di sotto di una data temperatura (la "temperatura di transizione vetrosa") e fluidi viscosi al di sopra di un'altra (il "punto di scorrimento"). La loro struttura può essere paragonata a un groviglio disordinato di spaghetti, poiché le catene sono posizionate in modo casuale e non vi è ordine a lungo raggio.
I polimeri semi-cristallini sono generalmente plastiche rigide; le catene di polimero, ripiegandosi, riescono a disporre regolarmente loro tratti più o meno lunghi gli uni a fianco degli altri, formando regioni cristalline regolari (dette "cristalliti") che crescono radialmente attorno a "siti di nucleazione", questi possono essere molecole di sostanze capaci di innescare la cristallizzazione ("agenti nucleanti") o altre catene di polimero stirate dal flusso della massa del polimero.
Una situazione intermedia tra i polimeri amorfi e i polimeri semi-cristallini è rappresentata dai polimeri a cristalli liquidi (LCP, Liquid-Crystal Polymers), in cui le molecole mostrano un orientamento comune ma sono libere di scorrere in maniera tra loro indipendente lungo la direzione longitudinale, modificando quindi la loro struttura cristallina.
Per un polimero amorfo il volume specifico cresce linearmente fino alla temperatura di transizione vetrosa, in corrispondenza della quale il comportamento cambia da vetroso a gommoso per il fatto che la mobilità delle catene polimeriche aumenta con l'aumentare della temperatura. La transizione è quindi di tipo cinetico e non termodinamico.
I polimeri semi-cristallini hanno anche una temperatura di fusione, alla quale è presente una discontinuità nell'andamento del volume dovuta alla transizione di tipo termodinamico in cui è richiesto calore latente per passare dallo stato cristallino a liquido.
Le condizioni che rendono possibile la cristallizzazione di un polimero sono: la regolarità costituzionale, la regolarità configurazionale e la velocità di raffreddamento. La prima è verificata se i monomeri si susseguono in modo regolare lungo la catena, come per tutti gli omopolimeri. La seconda deriva dalla struttura stereochimica ed è verificata solo per i polimeri isotattici e sindiotattici. Infine se il raffreddamento dallo stato liquido procede troppo in fretta le catene non potranno organizzarsi in cristalli e il polimero risulterà amorfo.

### Polimeri reticolati

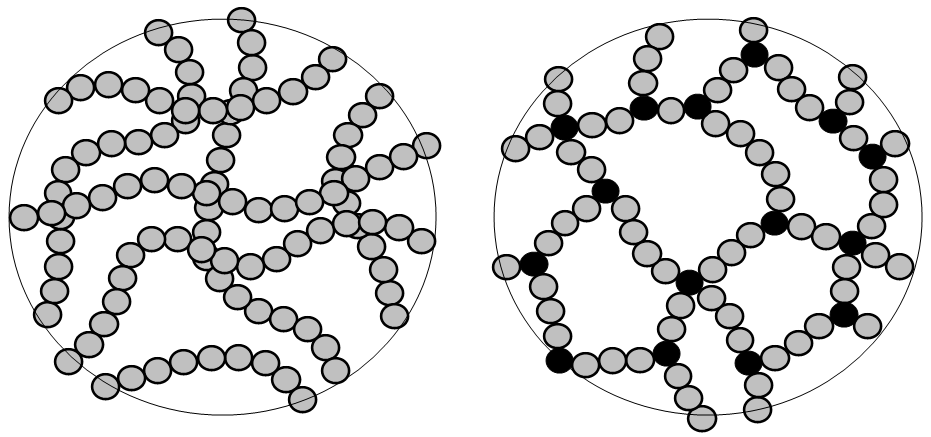
Un polimero lineare (a sinistra) e uno reticolato (a destra) messo a confronto. I cerchietti neri indicano i punti di reticolazione.

Un polimero viene detto "reticolato" se esistono almeno due cammini diversi per collegare due punti qualsiasi della sua molecola; in caso contrario viene detto "ramificato" o "lineare", a seconda che sulla catena principale siano innestate o meno catene laterali.
Un polimero reticolato si può ottenere direttamente in fase di reazione, miscelando al monomero principale anche una quantità di un altro monomero simile, ma con più siti reattivi (ad esempio, il co-polimero tra stirene e 1,4-divinilbenzene) oppure può essere reticolato successivamente alla sua sintesi per reazione con un altro composto (ad esempio, la reazione tra lo zolfo e il polimero del 2-metil-1,3-butadiene, nota come vulcanizzazione).
Le catene reticolate sono unite tra loro da legami covalenti aventi un'energia di legame pari a quella degli atomi sulle catene e non sono perciò indipendenti le une dalle altre. Per questo motivo un polimero reticolato è generalmente una plastica rigida, che per riscaldamento si decompone o brucia, anziché rammollirsi e fondere come un polimero lineare o ramificato.

### Conformazione dei polimeri
Le molecole polimeriche non sono esattamente lineari ma presentano un andamento a zig-zag, dovuto all'orientazione dei legami che sono in grado di ruotare e piegarsi nello spazio. La conformazione di un polimero indica quindi il profilo o la forma di una molecola, che può essere modificata dalla rotazione degli atomi intorno ai legami covalenti semplici. Il legame tra atomi di carbonio, ad esempio, ha un angolo di 109,5° dovuto alla struttura geometrica tetraedrica. Pertanto una singola catena molecolare può avere numerosi avvolgimenti, piegamenti e cappi. Più catene possono quindi intrecciarsi tra loro e aggrovigliarsi come la lenza di una canna da pesca. Questi "gomitoli" sono alla base di importanti caratteristiche dei polimeri, come l'estensibilità e l'elasticità. Altre proprietà dipendono dalla capacità dei segmenti delle catene di ruotare quando sottoposti a degli sforzi. Macromolecole come il polistirene, dotato di un gruppo laterale fenilico e quindi più voluminoso, sono infatti più resistenti ai movimenti rotazionali.

### Copolimeri
Quando il polimero è costituito da due unità ripetitive di natura diversa, si dice che esso è un copolimero.
Nell'ipotesi di avere due monomeri, vi sono 4 modi di concatenamento delle unità ripetitive A e B che derivano da tali monomeri:
- random: le unità ripetitive A e B si avvicendano in maniera casuale;
- alternato: se le unità ripetitive si susseguono in coppia, prima A, poi B, poi di nuovo A e così via;
- a blocchi: se le unità ripetitive di uno stesso tipo (A) sono in blocchi che si alternano con i blocchi costituiti dall'altra unità ripetitiva (B);
- a innesto: se le unità ripetitive di uno stesso tipo (A) formano un'unica catena, sulla quale s'innestano le catene laterali costituite dalle unità ripetitive del secondo tipo (B).

I copolimeri random, alternati e a blocchi sono copolimeri lineari, mentre i copolimeri a innesto sono polimeri ramificati.

Tipologie di copolimeri:
1) polimero semplice (visualizzato a titolo di paragone)
2) copolimero alternato
3) copolimero random
4) copolimero a blocchi
5) copolimero a innesto.

## Configurazione dei polimeri
Le proprietà di un polimero possono dipendere significativamente dalla regolarità e dalla simmetria della configurazione del gruppo laterale. Ad esempio unità ripetitive con il gruppo laterale R possono succedersi in modo alternato lungo la catena (in questo caso la configurazione si chiamerà testa-coda) o in atomi della catena adiacenti (configurazione testa-testa). La configurazione testa-coda è predominante in quanto quella testa-testa generalmente provoca una repulsione polare tra i due gruppi R.
Nei polimeri è presente anche il fenomeno dell'isomeria: stereoisomeria e isomeria geometrica.
Si ha stereoisomeria quando gli atomi sono nella configurazione testa-coda ma differiscono per la disposizione spaziale. Si possono individuare perciò tre configurazioni diverse: isotattica, sindiotattica e atattica. Per passare da una configurazione a un'altra non basta ruotare i legami ma è necessario romperli.
Per unità ripetitive che presentano il doppio legame sono possibili altre configurazioni dette isomeri geometrici: cis e trans. Si avrà una configurazione cis se due gruppi laterali simili si trovano dalla stessa parte del doppio legame, e trans se si trovano dal lato opposto. Anche in questo caso non è possibile operare una conversione di configurazione semplicemente tramite rotazione del legame della catena data la natura estremamente rigida del doppio legame.

## Polimeri organici e inorganici
Quasi tutte le materie plastiche impiegate oggi sono polimeri organici, formati da molecole molto grandi costituite da lunghe catene di atomi di carbonio. Il polietilene (PE), ad esempio, è un polimero organico in cui ogni atomo di carbonio è legato da due atomi di idrogeno. Polimeri sintetici di questo tipo, come anche il polistirene (PS) e il polietilentereftalato (PET) possono essere utilizzati per fabbricare fibre resistenti o elastomeri simili alla gomma. Molti di questi polimeri presentano però gravi deficienze, legate ad esempio agli sbalzi di temperatura, che li rendono inadatti per certi utilizzi.
Tutti i polimeri lineari sono vetrosi alle basse temperature e si trasformano in gommosi quando riscaldati. Le differenze rilevabili tra polimeri sono quindi attribuibili principalmente a differenti temperature di transizione vetrosa, condizionate dalla presenza nella catena di diversi gruppi sostituenti o di elementi diversi dal carbonio.
I polimeri inorganici dovrebbero avere le stesse transizioni termiche dei polimeri organici, ma con alti punti di fusione e una considerevole resistenza alla degradazione ossidativa. Grazie alla presenza di gruppi sostituenti diversi, infatti, i polimeri inorganici possono avere proprietà differenti.
Il vetro, per esempio, è un polimero inorganico costituito da anelli di unità silicato ripetentesi, e le rocce, i mattoni, i calcestruzzi e le ceramiche sono per la maggior parte polimeri inorganici tridimensionali.
Il problema di questi materiali è il loro non essere flessibili o resistenti all'urto e perciò non rispondono alle molteplici esigenze della moderna tecnologia.

## Proprietà dei polimeri
Le proprietà dei polimeri sono suddivise in varie classi in base alla scala e al fenomeno fisico a cui fanno riferimento. In particolare, queste proprietà dipendono principalmente dagli specifici monomeri costituenti e dalla microstruttura del polimero stesso. Queste caratteristiche strutturali di base sono fondamentali per la determinazione delle proprietà fisiche di un polimero e quindi del suo comportamento macroscopico.
La microstruttura di un polimero fa riferimento alla disposizione nello spazio dei monomeri costituenti lungo la catena polimerica. La microstruttura influenza fortemente le proprietà del polimero - come ad esempio resistenza meccanica, tenacità, durezza, duttilità, resistenza alla corrosione, comportamento a diverse temperature, resistenza a fatica,...
Ad esempio, l'architettura e la forma di un polimero, ossia la complessità e la ramificazione del polimero rispetto a una semplice catena lineare, possono influenzare la viscosità in soluzione, la viscosità di fusione, la solubilità in diversi solventi e la temperatura di transizione vetrosa. Anche la lunghezza delle catene polimeriche (o in modo equivalente, il peso molecolare) ha un effetto sulle proprietà meccaniche del materiale: infatti maggiore la lunghezza delle catene, maggiore la viscosità, la resistenza meccanica, la durezza e la temperatura di transizione vetrosa. Questa influenza è dovuta all'aumento di interazioni tra le catene polimeriche, quali forze di Van der Waals e nodi fisici.

### Proprietà meccaniche

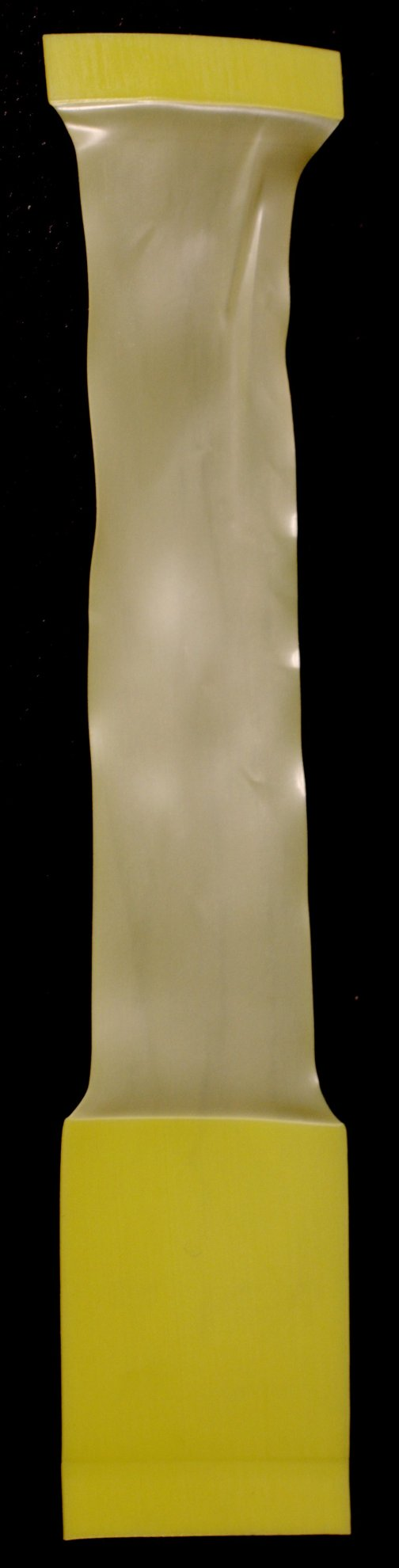
Deformazione di un campione di polietilene (MDPE) sottoposto a trazione

Le proprietà meccaniche dei polimeri, e di un materiale in generale, sono influenzate da molti fattori come il processo di ottenimento del polimero, la temperatura di utilizzo, la quantità di carico e la velocità con cui varia, il tempo di applicazione.

#### Proprietà tensili
Le proprietà tensili di un materiale quantificano quanto sforzo e deformazione il materiale riesce a essere sottoposto prima di arrivare a rottura, quando sottoposto a prove di trazione e/o compressione.
Queste proprietà sono particolarmente importanti per applicazioni e usi che fanno affidamento sulla resistenza, tenacità, duttilità dei polimeri. In generale, la resistenza meccanica di un polimero aumenta con l'aumentare della lunghezza della catena polimerica e delle interazioni tra catene. Per lo studio delle proprietà di uno specifico polimero si può fare affidamento su prove di creep e di rilassamento.
Un modo per quantificare le proprietà di un materiale è il modulo elastico (o di Young). Questo è definito, per piccole deformazioni, come il rapporto tra sforzo e deformazione. Il modulo di elasticità è fortemente caratterizzato dalla temperatura di applicazione, oltre che alla struttura molecolare del polimero stesso. Infatti, polimeri cristallini e amorfi si comporteranno diversamente.
Tuttavia il modulo di elasticità non è sufficiente a descrivere le proprietà meccaniche dei polimeri. Infatti, esso descrive solo il comportamento elastico di un materiale, ma i polimeri annoverano materiali viscoelastici ed elastomeri. Questi dimostrano una complessa risposta dipendente dal tempo a stimoli elastici, presentando isteresi nella curva sforzo-deformazione quando il carico viene rimosso.

#### Proprietà di trasporto
Le proprietà di trasporto, quali la diffusione, descrivono la velocità con la quale le molecole si muovono attraverso la matrice polimerica. Sono particolarmente importanti per applicazione dei polimeri come film e membrane.
Il movimento delle singole macromolecole avviene tramite un processo chiamato "reptazione".

#### Transizioni termiche

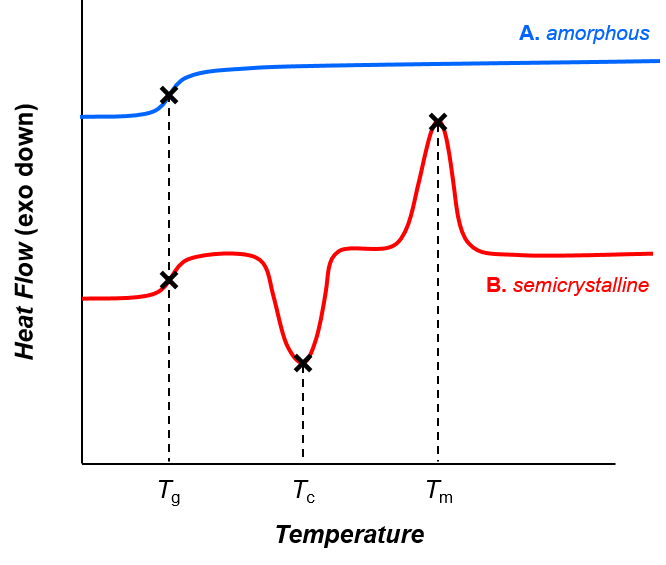
Transizioni termiche in polimeri (A) amorfi e (B) semi-cristallini, rappresentati come tracce residue da calorimetria differenziale a scansione. All'aumentare della temperatura, sia i polimeri amorfi sia semi-cristallini attraversano la fase di transizione vetrosa (T_{g}). I polimeri amorfi (A) non presentano ulteriori transizioni di fase, al contrario dei semi-cristallini (B) che sono sottoposti a cristallizzazione e fusione (rispettivamente alle temperature T_{c} e T_{m}).

Come detto precedentemente, a seconda della loro struttura microscopica i polimeri possono essere amorfi o semi-cristallini, ossia costituiti da una parte amorfa e una cristallina (nota bene: non esistono materiali polimerici al 100% cristallini). In base alla temperatura a cui sono sottoposti possono avere determinate proprietà fisiche e meccaniche.

##### Transizione vetrosa
La parte amorfa di un materiale polimerico è caratterizzata da una temperatura di transizione vetrosa (Tg), durante la quale si ha il passaggio da uno stato solido vetroso a uno stato solido gommoso. Questa è una transizione isofasica. Al di sotto di questa temperatura i moti microbrowniani tendono a congelarsi e la sostanza assume le caratteristiche meccaniche di un vetro, ossia è rigida, fragile e perde ogni caratteristica di plasticità.
Al di sopra di questa temperatura i movimenti delle catene molecolari si riattivano e portano la macromolecola a divenire flessibile e gommosa (il cosiddetto "rammollimento").
In questa fase i polimeri amorfi si presentano gommosi ed elastici, con comportamento viscoelastico. Al contrario, grazie a forze intermolecolari relativamente forti, i semi-cristallini non si rammoliscono troppo e il loro modulo elastico comincia a subire variazioni solo ad alte temperature vicine a quella di fusione. Questo dipende dal grado di cristallinità: più è alto, più il materiale è duro e termicamente stabile, ma al contempo è anche più fragile.
La componente amorfa nei semi-cristallini invece garantisce elasticità e resistenza agli urti, dando al materiale una certa duttilità e capacità di deformazione plastica. Questo permette al materiale sotto sforzo di subire inizialmente una deformazione elastica (ossia l'allungamento delle catene molecolari della fase amorfa) e, solo in seguito, una deformazione plastica della fase cristallina.

##### Cristallizzazione
I polimeri amorfi non presentano ulteriori transizioni di fase all'aumentare della temperatura, al contrario dei semi-cristallini che invece subiscono cristallizzazione e fusione (rispettivamente alle temperature Tc e Tm).
Infatti, tra la temperatura di transizione vetrosa Tg e quella di fusione Tm, il materiale passa da uno stato solido gommoso/amorfo a uno stato liquido viscoso, nel quale le catene polimeriche sono più o meno libere di muoversi e tendono a riallinearsi secondo il gradiente di temperatura. Quindi, se la temperatura a cui il polimero semi-cristallino è sottoposto diminuisce, la struttura di quest'ultimo rimane così riordinata, aumentandone il grado di cristallinità (ciò comporta il rafforzamento delle proprietà cristalline di cui sopra).
Se la temperatura supera invece la temperatura di fusione Tm tipica dello specifico polimero, allora anche le regioni cristalline passano da uno stato solido ordinato cristallino a uno stato fuso (liquido viscoso), per cui il materiale perde ogni proprietà meccanica.
La calorimetria differenziale a scansione (DSC) è un test che misura il calore assorbito o liberato durante il riscaldamento o il raffreddamento di un provino di materiale e riesce quindi a estrarre informazioni riguardanti il punto di fusione (Tm), la temperatura di transizione vetrosa (Tg) e la temperatura di cristallizzazione (Tc).

## Elenco di polimeri
In base alle normative DIN 7728 e 16780 (nonché la ISO 1043/1), a ogni materia plastica è associata una sigla, che la identifica univocamente. Queste designazioni brevi sono una notazione tecnica conveniente alternativa alle regole della organizzazione di nomenclatura chimica IUPAC.
- CA – Acetato di cellulosa
- CAB – Acetobutirrato di cellulosa
- CN – Nitrato di cellulosa
- CP – Propionato di cellulosa
- EP – Epossidi
- MF – Melammina-formaldeide
- PA – Poliammidi
- PAI – Poliammidiimmide
- PAN – Poliacrilonitrile
- PB – Polibutene-1
- PBT – Polibutilentereftalato
- PC – Policarbonato
- PCTFE – Policlorotrifluoroetilene
- PDAP – Polidialliftalato
- PE – Polietilene
- PE-C – Polietilene clorurato
- PEI – Polieterimmide
- PEK – Polieterchetone
- PEEK – Polietereterchetone
- PES – Polietersolfoni
- PET – Polietilentereftalato
- PF – Fenolformaldeide
- PI – Poliimmide
- PIB – Poliisobutilene
- PMI – Polimetacrilimmide
- PMMA – Polimetilmetacrilato
- PMP – Poli-4-metilpentene-1
- POM – Poliossimetilene, Poliformaldeide, Poliacetale
- PP – Polipropilene
- PPE – Polifeniletere
- PPO – Polifenilenossido
- PPS – Polifenilensolfuro
- PS – Polistirene
- PSU – Polisolfone
- PT – Politiofene
- PTFE – Politetrafluoroetilene (Teflon)
- PUR – Poliuretano
- PVB – Polivinilbutirrale
- PVC – Polivinilcloruro
- PVC-C – Polivinilcloruro clorurato
- PVDC – Polivinildencloruro
- PVDF – Polivinildenfluoruro
- PVF – Polivinilfluoruro
- RC – Cellulosa rigenerata
- SI – Siliconi
- UF – Urea-formaldeide
- UP – Poliestere insaturo
- PDMS – Polidimetilsilossano

## Caratterizzazione dei polimeri
La caratterizzazione dei polimeri avviene tramite l'utilizzo di numerose tecniche standardizzate dall'ASTM, SPI e SPE, tra cui (accanto a ciascuna tecnica s'indicano le grandezze misurate):
- analisi dei gruppi terminali: peso molecolare medio numerico[54];
- ebulliometria, crioscopia e osmometria: peso molecolare medio numerico;
- light scattering: peso molecolare medio ponderale[54];
- viscosimetria: peso molecolare medio viscosimetrico[54];
- cromatografia di esclusione molecolare: distribuzione della massa molare;
- calorimetria differenziale a scansione (DSC) e analisi termica differenziale (DTA): calore di fusione, calore di reazione, calore specifico, temperatura di transizione vetrosa, velocità di cristallizzazione;
- termogravimetria (TG): velocità di reazione, purezza;
- analisi termomeccanica (TMA): coefficiente di espansione termica, modulo elastico, temperatura di rammolimento;
- analisi dinamico-meccanica (DMA): modulo elastico, temperatura di transizione vetrosa;
- test di solubilità;
- test di diffusione e permeabilità;
- microscopio ottico: indice di rifrazione;
- spettrofotometro: riflettanza, trasmittanza;
- test di indice di ossigeno;
- test di resistenza chimica[55];
- test di resistenza agli agenti atmosferici[55];
- resistenza a trazione;
- misura della deformazione permanente.